# 국물, 있습니다
《국물, 있습니다》는 2006년 11월 4일에 MBC에서 방영한 베스트극장이다.

## 등장 인물

### 주요 인물
- 엄수정 : 허마리 역 - 룸싸롱 출신
- 윤주상 : 박 노인 역
- 장정희 : 광명댁 역 - 장수설렁탕집 살림꾼
- 최준용 : 태식 역 - 마리의 사기 파트너
- 임승대 : 재만 역 - 장수설렁탕집 국물 지킴이, 선희의 남자친구
- 고은미 : 선희 역 - 장수설렁탕집 박 노인의 딸

### 그 외 인물
- 정재진 : 이영감 역
- 구본임 : 마담 역
- 김선녀 : 아줌마 역
- 전성애 : 한여사 역
- 이세백 : 병일 역
- 박성균 : 변호사 역
- 탁승일 : 의사 1 역
- 김동찬 : 의사 2 역
- 건휘 : 상현 역
- 김수민 (아역)